# Férolles
Férolles är en kommun i departementet Loiret i regionen Centre-Val de Loire strax norr Frankrikes mitt. Kommunen ligger i kantonen Jargeau som tillhör arrondissementet Orléans. År 2022 hade Férolles 1 134 invånare.

## Befolkningsutveckling
Antalet invånare i kommunen Férolles
| Referens: INSEE |